# S-Curve Records
S-Curve Records is een platenmaatschappij, die opgericht door Steve Greenberg, die eerder producer was bij Mercury Records, in 2000. Het hoofdkantoor staat in New York. In 2001 kwam de maatschappij tot een overeenstemming met EMI Records voor de distributie. In 2007 lanceerde Greenberg de maatschappij opnieuw, nadat er twee jaar niks was gebeurd. Gedurende die twee jaar was hij voorzitter van Columbia Records.
De grootste artiesten bij S-Curve zijn Joss Stone, Tom Jones en Fountains of Wayne.